# Muzak

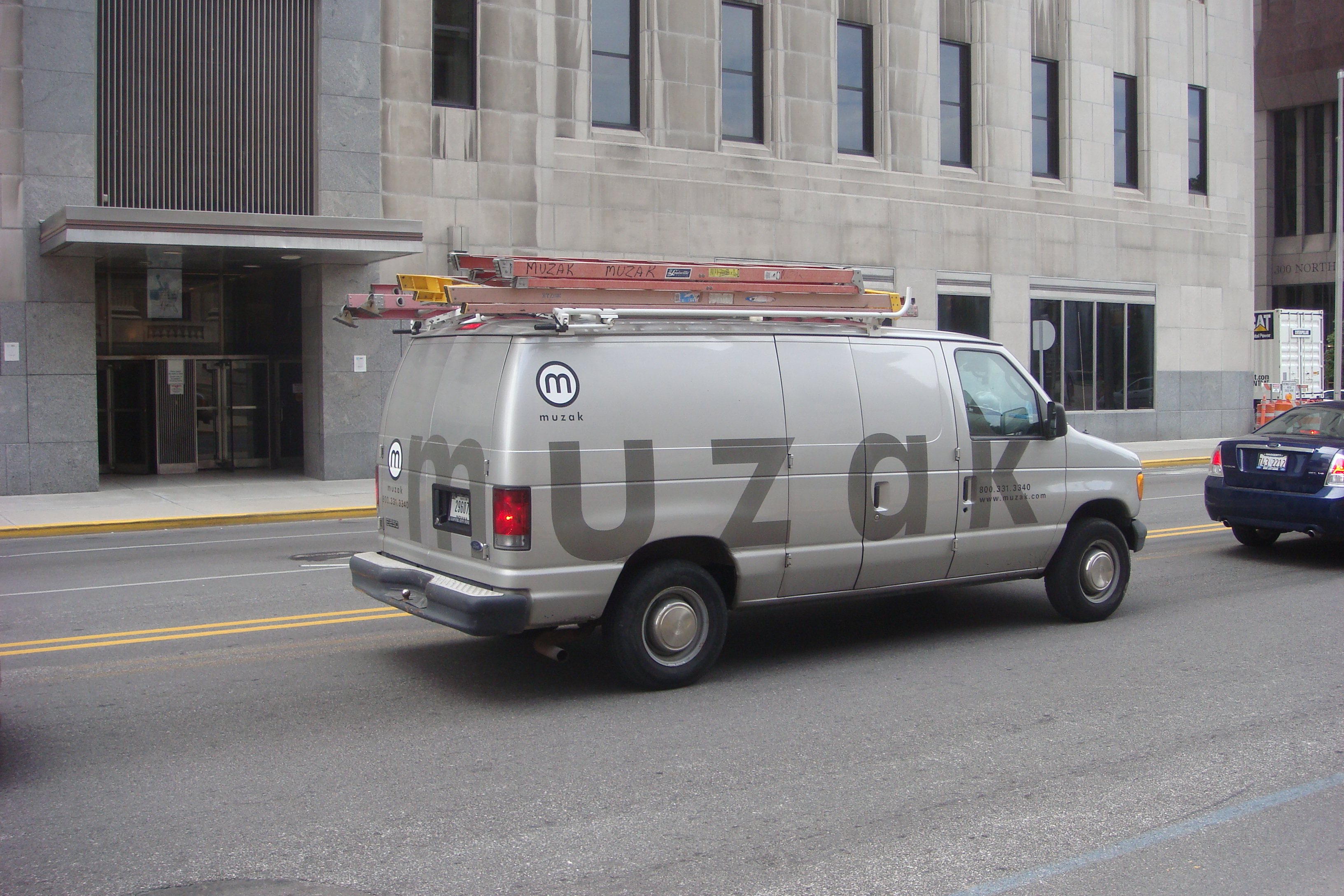
Camioneta de Muzak en Indianápolis, Indiana

Muzak es una marca de música de fondo que se reproduce en tiendas minoristas y otros establecimientos públicos. El nombre ha estado en uso desde 1934 y desde entonces ha sido propiedad de una división o subsidiaria de otra compañía. En 1981, Westinghouse compró la empresa y la dirigió hasta venderla a la Fields Company de Chicago, editoras del Chicago Sun-Times, el 8 de septiembre de 1986. Anteriormente propiedad de Muzak Holdings, la marca fue adquirida en 2011 por Mood Media en un acuerdo por valor de 345 millones de dólares.
La palabra Muzak es una marca registrada desde el 21 de diciembre de 1954, propiedad de Muzak LLC, y aunque dominó el mercado durante varios años, el término se usa a menudo (especialmente cuando se usa con ortografía en minúsculas) como un nombre genérico para denominar todo tipo de música de fondo. La palabra Muzak, al menos en los Estados Unidos, se usa a menudo como un término para referirse a la mayoría de las formas de música de fondo, independientemente de la fuente de la música, y también puede ser conocido como "música de elevador" o "música de ascensor". Aunque Muzak Holdings fue durante muchos años el proveedor más conocido de música de fondo y se asocia comúnmente con la música de ascensor, la propia empresa no suministró música a los ascensores. Desde 1997, Muzak ha utilizado el trabajo de artistas originales como su fuente musical, excepto en el canal Environmental.

## Historia
A George Owen Squier, Ph.D., mayor general del ejército estadounidense e inventor, se le atribuye la invención de la multiplexación de operadores telefónicos en 1910, y el desarrollo de la base técnica original para Muzak. Es conocido por lo que hoy se llama Muzak.
A principios de la década de 1920, se le concedieron varias patentes estadounidenses relacionadas con la transmisión de señales de información, entre ellas un sistema para la transmisión y distribución de señales por líneas eléctricas.
Squier reconoció el potencial de esta tecnología para ser utilizada para proporcionar música a los oyentes sin el uso de la radio, que en ese momento estaba en un estado inicial y requería un equipo costoso y complicado. En esa época, se realizaron las primeras pruebas exitosas, entregando música a los clientes en Staten Island (Nueva York) a través de sus cables eléctricos.
En 1922, los derechos de las patentes de Squier fueron adquiridos por el conglomerado de servicios públicos North American Company, que creó la empresa Wired Radio, Inc., para repartir música a sus clientes y cobrarles por la música en su factura de electricidad. Sin embargo, en la década de 1930, la radio había logrado grandes avances y los hogares comenzaron a escuchar las transmisiones recibidas a través de las ondas de radio de forma gratuita, con el apoyo de publicidad.

### Muzak en el entorno mercantil (1935-1950)
Squier siguió involucrado en el proyecto, pero cuando el mercado doméstico quedó eclipsado por la radio en 1934, cambió la orientación de la empresa para difundir música a clientes comerciales. Estaba intrigado por la palabra inventada Kodak que se usaba como marca registrada, por lo que tomó la primera sílaba de "música" y agregó la "ak " de "Kodak " para crear el nombre Muzak, que se convirtió en el nuevo nombre de la empresa.
En 1937, Warner Bros. compró la división Muzak a la North American Company, que la expandió a otras ciudades. Fue comprado por el empresario William Benton que quería introducir Muzak en nuevos mercados como peluquerías y consultorios médicos. Si bien Muzak había producido inicialmente decenas de miles de grabaciones originales de los mejores artistas de finales de los años treinta y cuarenta, su nueva estrategia requería un sonido diferente.

### Progresión del estímulo (1950-1960)
La compañía comenzó a personalizar el ritmo y el estilo de la música proporcionada durante la jornada laboral en un esfuerzo por mantener la productividad. La música se programó en bloques de 15 minutos, cada vez más rápido en tempo, con mayor amplitud y más abundante en la instrumentación, para alentar a los trabajadores a acelerar su ritmo. Tras la finalización de un segmento de 15 minutos, la música se quedaba en silencio durante 15 minutos. Esto se hizo en parte por razones técnicas, pero la investigación financiada por la empresa también mostró que alternar la música con el silencio limitaba la fatiga del oyente y hacía que el efecto "estímulo" de la progresión del estímulo fuera más eficaz.
Este fue el momento en que Muzak comenzó a grabar con su propia orquesta, en realidad varias orquestas en estudios de todo el país, de hecho en todo el mundo, compuesta por los mejores músicos de estudio locales. Esto les permitió controlar estrictamente todos los aspectos de la música para su inserción en espacios específicos en los programas de progresión de estímulos.
La creciente conciencia entre el público de que Muzak estaba dirigido a manipular el comportamiento resultó en una reacción virulenta, que incluyó acusaciones de ser una técnica de lavado de cerebro y desafíos judiciales en la década de 1950. La popularidad de Muzak se mantuvo alta hasta mediados de la década de 1960. Dwight D. Eisenhower fue el primer presidente de EE. UU. en llevar a Muzak al ala oeste, y Lyndon B. Johnson era dueño de la franquicia de Muzak en Austin, Texas. Según los informes, la NASA usó Muzak en muchas de sus misiones espaciales para calmar a los astronautas y ocupar períodos de inactividad.

### Programación original del artista (1960-1980)
Con el aumento de la cultura juvenil y la creciente influencia de la generación del baby bum en las décadas de 1960 y 1970, Muzak vio disminuida su popularidad y erosionada su participación en el mercado, a favor de compañías más nuevas de "música de primer plano" como AEI Music Network Inc. y Yesco, que ofrecía la llamada "programación musical de artistas originales". Estas empresas licenciaron las grabaciones originales, en lugar de las regrabaciones orquestales que habían sido la práctica de Muzak bajo el programa Stimulus Progression, e incluían música vocal. Se ofrecieron canales con muy distintos estilos de música, desde el rock y el pop, a programación en lengua española (para restaurantes de comida mexicana), jazz, blues, música clásica e incluso "easy listening". Los mercados de música de primer plano incluían restaurantes, tiendas de moda, puntos de venta, centros comerciales, consultorios dentales, aerolíneas y espacios públicos.
Muzak se fusionó con Yesco en septiembre de 1986. Cuando Muzak comenzó a programar artistas originales en 1984, fue después de fusionarse con Yesco, y la programación fue realizada por Yesco. Esto requirió el abandono del concepto de progresión del estímulo. 
Un pequeño contingente del negocio de Muzak continuó proporcionando su sonido de música de fondo de marca registrada y continuó siendo popular, particularmente en Japón.

### Nuevo modelo de negocio
Durante este tiempo, Muzak se convirtió en una operadora de franquicia, y cada oficina local adquirió derechos individuales sobre la música, la tecnología de entrega y la marca de sus áreas geográficas. La empresa cambió de manos varias veces y se convirtió en una división de Field Corporation a mediados de la década de 1980.
Durante las décadas de 1980 y 1990, Muzak se alejó del enfoque de "música de ascensor" y, en cambio, comenzó a ofrecer múltiples canales especializados de música popular. Muzak fue pionero en la "arquitectura de audio", un proceso de diseño de listas de reproducción de música personalizadas para clientes específicos.
Aún con los cambios de formato, el roquero Ted Nugent se refería a Muzak como un ícono de todo lo "uncooli" (anticuado) de la música. En 1986, hizo públicamente una oferta de $10 millones para comprar la empresa con intención de cerrarla. "Muzak es una fuerza maligna en la sociedad actual, que hace que las personas caigan en ataques incontrolables de insipidez", dijo Nugent. "Ha sido responsable de arruinar a algunas de las mejores mentes de nuestra generación". Su oferta fue rechazada por el entonces propietario de Muzak, Westinghouse Electric Corporation.
A fines de la década de 1990, la corporación Muzak había realizado un 'rebranding' en gran medida. A partir de 2010, Muzak distribuyó 3 millones de canciones de artistas originales disponibles comercialmente.[cita requerida] Ofrecía casi 100 canales de música vía satélite o entrega IP, además de programas de música completamente personalizados adaptados a las necesidades de sus clientes.
Según EchoStar, uno de los proveedores de distribución de Muzak, el servicio de música comercial de Muzak se transmitió en el ancho de banda alquilado de Echostar VII, en órbita geoestacionaria a 119 grados de longitud oeste. Otro ancho de banda alquilado incluyó un servicio analógico en Galaxy 3C y un servicio digital en SES-3.
El 12 de abril de 2007, Muzak Holdings, LLC anunció a sus empleados que podría fusionarse con DMX Music. Esta fusión fue aprobada por la División Antimonopolio del Departamento de Justicia un año después. Sin embargo, en abril de 2009, el acuerdo parecía haber fracasado.
El 23 de enero de 2009, un portavoz dijo que Muzak estaba intentando reestructurar su deuda y declararse en quiebra era una de varias opciones. La empresa tenía mucho dinero en efectivo, pero tenía grandes cantidades de deuda vencidas en medio de un clima económico difícil.

### Bancarrota
El 10 de febrero de 2009, Muzak Holdings LLC se acogió al Capítulo 11 de la protección por bancarrota. Kirkland & Ellis fue contratado como bufete de abogados de quiebras de la empresa. Moelis & Company actuó como asesor financiero.
El 10 de septiembre de 2009, Muzak dijo que había presentado un plan de reorganización que reduciría la deuda de la empresa en más del 50%. El plan pagaría a todos los bancos todo lo que se les adeuda de alguna forma, y otorgaría a los acreedores no garantizados de alto rango la propiedad de la empresa reorganizada. Otros acreedores recibirían garantías para comprar acciones. La compañía dijo que una "abrumadora mayoría" de acreedores sin garantía respaldaron el plan.

## Historia de Muzak Holdings LLC
El 12 de enero de 2010, el Tribunal de Quiebras de los EE. UU. Aprobó el plan para reducir la deuda de Muzak en más de la mitad, lo que permitió que Muzak saliera oficialmente de la bancarrota.
Tras la quiebra, la empresa anunció una iniciativa para realinear su estructura corporativa en tres unidades comerciales especializadas: Muzak Media; Touch, una Muzak Co.; y Muzak Systems. Estas unidades se centrarían en la adquisición de contenido, la marca sensorial y la nueva tecnología de plataforma de entrega.
En marzo de 2011, Mood Media acordó comprar Muzak Holdings por $345 millones de dólares. El 5 de febrero de 2013, Mood Media anunció que retiraba el nombre 'Muzak' como parte de sus planes de integración.

## Mood Media
Fundada en 2004, Mood Media tenía una capitalización de mercado de aproximadamente $380 millones de dólares en 2011. En marzo de 2011, Mood Media acordó comprar Muzak Holdings por $ 345 millones. Aunque Muzak apareció por primera vez en 1934, tuvo su mayor impacto en las décadas de 1960 y 1970. En 2013, Mood Media anunció que consolidaría sus servicios bajo el nombre Mood, dejando de usar la marca Muzak. Muzak proporcionó música de fondo a más de 300 000 ubicaciones en EE. UU. Y obtuvo la mayor parte de su dinero mediante contratos de varios años. En 2013, la compañía proporcionó mensajería en espera y programación de video, aunque la música ambiental siguió siendo su fuerte. Mood esperaba utilizar la presencia de Muzak en EE. UU. para introducir más servicios digitales. En mayo de 2017, Mood Media solicitó la protección por bancarrota del Capítulo 15 en un intento por reestructurar su deuda. Al mes siguiente, la empresa fue adquirida por Apollo Global Management y GSO Capital Partners . En agosto de 2017, Mood Media anunció una nueva asociación con la plataforma de licencias de música Songtradr.